# Mehnatobod
Mehnatobod ist ein Dschamoat in der tadschikischen Provinz Chatlon mit 13.859 Einwohnern.

## Lage
Mehnatobod liegt im Süden des zentralasiatischen Staates Tadschikistan nahe der Grenze zum Nachbarstaat Afghanistan. Im Süden des Dschamoats fließt der Grenzfluss Pandsch.

## Infrastruktur
Eine Herausforderung für die Region stellt die Wasserversorgung dar. Um diese zu verbessern, bestehen verschiedene Projekte, unter anderem das Tschubek-Bewässerungssystem, das auch die Wasserversorgung im Dschamoat Mehnatobod verbessern soll. Am 2. Juni 2011 wurde außerdem ein Abkommen zwischen Japan und Tadschikistan geschlossen, das die Errichtung von Pump- und Speicheranlagen für Wasser in Mehnatobod beinhaltete.
Im Jahr 2010 wurden in Mehnatobod unter anderem ein zweigeschossiges Geschäft und eine Tankstelle eröffnet, von Bedeutung für die Region war außerdem die Eröffnung einer neuen Schule im nahegelegenen Moskva im Nohija Hamadoni.